# Dagobert Dang
Dagobert Dang (Sackbayémé, 6 febbraio 1958) è un ex calciatore camerunese, di ruolo attaccante.

## Biografia
È il padre di Arnaud Seumen, a sua volta calciatore professionista in Camerun, Tunisia, Marocco, Kuwait e Vietnam.

## Carriera

### Club
Ha giocato per diversi anni nella massima serie camerunese, vincendola per tre volte (nel 1985, 1986 e 1991); ha inoltre vinto per tre volte la Coppa del Camerun, nel 1985, 1986 e 1991.

### Nazionale
Con la nazionale camerunese ha vinto la Coppa d'Africa nel 1984, nella quale ha giocato 2 partite senza mai segnare, ha partecipato ai Giochi olimpici di Los Angeles 1984 (nei quali ha collezionato altre 2 presenze) ed il 7 aprile 1985 ha giocato in una partita persa per 4-1 a Lusaka contro lo Zambia, valida per e qualificazioni ai Mondiali di Messico 1986.

## Palmarès

### Club

#### Competizioni nazionali
- Campionato camerunese: 3

Canon Yaoundé: 1985, 1986, 1991
- Coppa del Camerun: 3

Canon Yaoundé: 1985, 1986, 1991